# Lewisburg (Tennessee)
Lewisburg ist eine US-amerikanische Stadt in Tennessee. Sie bildet den Verwaltungssitz des Marshall County. Das U.S. Census Bureau hat bei der Volkszählung 2020 eine Einwohnerzahl von 12.288 ermittelt.

## Geschichte
Marshall County, benannt zu Ehren des bekannten Juristen John Marshall, wurde 1836 durch einen Akt der Generalversammlung von Tennessee gegründet. Das Gesetz zur Gründung des Countys legte fest, dass der Sitz des Countys Lewisburg heißen sollte, um an die Taten des Grenzforschers Meriweather Lewis zu erinnern. Er war der Anführer der Lewis-und-Clark-Expedition, die das Louisiana-Territorium kurz nach dessen Erwerb erkundete. Lewisburg wurde 1837 als Gemeinde gegründet, auf einem Gelände von 50 Acres (200.000 m²), welches gestiftet wurde.

## Demografie
Nach einer Schätzung von 2019 leben in Lewisburg 12.368 Menschen. Die Bevölkerung teilte sich im selben Jahr auf in 80,3 % Weiße, 17,0 % Afroamerikaner, 0,1 % amerikanische Ureinwohner, 0,2 % Asiaten und 0,5 % mit zwei oder mehr Ethnizitäten. Hispanics oder Latinos aller Ethnien machten 11,5 % der Bevölkerung aus. Das mittlere Haushaltseinkommen lag bei 42.298 US-Dollar und die Armutsquote bei 20,0 %.

## Söhne und Töchter der Stadt
- Paul Williams (1915–2002), Saxophonist
- Dont’a Hightower (* 1990), American-Football-Spieler